# إبراهيم الجرادي
إبراهيم الجرادي (1951 - 29 سبتمبر 2018) شاعر وناقد أدبي سوري. ولد في تل أبيض في محافظة الرّقّة السورية ودرس فيها. عمل مدرّسًا وحرّر في عدد من الصحف السورية، ثم نال شهادة الدكتوراه من الاتحاد السوفييتي. له دواوين شعرية عديدة وكتابات نقدية. 

## سيرته
وُلد إبراهيم الجرادي في تل أبيض في محافظة الرّقّة أو يقال قرية بندرخان قرب الحدود التركية السورية سنة 1951. انتقل إلى مدينة الرقة حيث تلقّى تعليمه في مدرستها الثانوية، وهناك أسّس مع مجموعة من الكتّاب جماعة ثورة الحرف التي "سعت إلى الخروج من النمط المألوف في العلاقات السياسية والاجتماعية والثقافية إثر هزيمة حزيران/ يونيو 1967 التي شكّلت حينها صدمة كبيرة وخلخلت الكثير من القيم"، كما صرّح نفسه.

تخرّج من جامعة دمشق وسافر إلى الاتحاد السوفييتي حيث حاز درجة الدكتوراه في الأدب المقارن من إحدى جامعاتها. انتقل إلى اليمن ودرّس في جامعة صنعاء لسنوات طويلة انشغل فيها أكثر بقراءاته ودراساته النقدية. عاد إلى دمشق عام 2010.

توفي في 28 سبتمبر 2018/ 18 محرم 1440 في دمشق. 

## مؤلفاته
من دواوينه الشعرية:
- أجزاء إبراهيم الجرادي المبعثرة، 1981
- رجل يستحم بامرأة، 1983
- شهوة الضد، 1985
- موكب من رذاذ المودّة والشبهات، 1986
- عويل الحواس، 1995
- دع الموتى يدفنون موتاهم، 2000
- الذئاب في بادية النعاس، 2000
- حديقة الأنقاض، 2012

وله في القصص:
- الدم ليس أحمر، 1985

في الدراسات الأدبية
- دراسات في أدب عبد السلام العجيليّ،
- الأشكال في الشعرين الروسي والعربي 1960 – 1980، أطروحته الدكتوراه بالروسية 1993.
- شعراء وقصائد، مختارات من الشعر السوفيتى، ترجمة، 1986.
- أوجاع رسول حمزاتوف، 1988
- الحداثة المتوازنة دراسات في أدب عبد العزيز المقالح، تحرير وتقديم وإشراف، 1995
- مسامير في خشب التوابيت، دراسات في إبداع زكريا تامر، تحرير وتقديم وإشراف، 1995
- محمود درويش ينهض، 2010